# Пам'ять води
Пам'ять води — не підтверджена гіпотеза про те, що вода зберігає «пам'ять» про речовини, які колись були в ній розчинені.
Основоположник гомеопатії Ганеман вважав, ніби сильне розведення препаратів перетворює речовини, що підсилюють симптоми хвороби, на ліки. У XVII столітті вчені з'ясували приблизну кількість молекул в одному молі речовини — число Авогадро. Виявилося, що звичайні гомеопатичні препарати розбавлені настільки сильно, що не містять жодної молекули «діючої» речовини. Тоді гомеопати придумали «пам'ять води», з тих пір це базова ідея для теоретичних основ гомеопатії. Згідно цієї ідеї, вода нібито на молекулярному рівні зберігає «пам'ять» про речовину, що колись у ній була розчинена, і зберігає властивості розчину початкової концентрації після того, як в ньому не залишається жодної молекули інгредієнта. Результати деяких дослідів нібито дійсно вказували на можливість «пам'яті води», однак повторно проведені експерименти не приносили підтверджень реальності феномена. Наукове співтовариство не приймає концепцію пам'яті води. Премія в один мільйон доларів, оголошена за повторюваний дослід, що демонструє пам'ять води, ніким не отримано.

## Досліди Жака Бенвениста
Наукові суперечки навколо поняття «пам'ять води» виникли на початку 80-х років XX століття, після скандальної публікації в журналі Nature статті відомого французького імунолога Жака Бенвеніста (Jacques Benveniste: народився 12 березня 1935 року, помер 3 жовтня 2004 року), який у той час очолював так званий «200-й відділ» в паризькому інституті INSERM (Institut National de la Santé et de la Recherche Médicale). Статті передувала багаторічна дискусія між — з одного боку, послідовниками і практиками гомеопатії, з іншого — представниками академічної науки. Гомеопати стверджували, що вода зберігає набуті властивості навіть після того, як речовина або препарат розбавлені в ній до практично «нульової» концентрації; іншими словами — має свого роду «пам'ять». Опоненти вважали, що подібне твердження порушує всі існуючі наукові уявлення про закони хімії.
У 1983 році Жак Бенвеніст, що згодом став двічі лауреатом Шнобелівської премії, отримав від гомеопата Бернара Пуатвена запрошення взяти участь у вивченні біохімічних розчинів малих концентрацій. Бенвеніст, який був знайомий з гомеопатичними теоріями і ставився до них скептично, в свою чергу, запропонував групі колег провести серію наукових експериментів з вивчення впливу на людський організм антитіл, послідовно зменшуючи їх концентрацію в заданому обсязі води. Згідно з усіма відомими законами хімії, реакція організму на препарат мала би знижуватися зі зменшенням концентрації і після досягнення нульової позначки припинитися взагалі. Бенвеніст і його команда, однак, зареєстрували зовсім іншу картину: по мірі того, як концентрація антитіл у розчині падала, сила впливу препарату то знижувалася, то знову зростала, а головне, в кінцевому підсумку не зменшилась до нуля, як очікували дослідники.
Статтю про дослідження науковець надіслав для публікації в журнал Nature. Редакція журналу висловила побоювання, що публікація цього матеріалу дасть гомеопатам-практикам можливість стверджувати про наукові докази основ гомеопатії, навіть якщо згодом твердження автора будуть спростовані. На користь хибності дослідження говорило також те, що воно вимагає занадто великих змін у вже відомих фізичних і хімічних законах.
Редактор журналу Nature Джон Меддокс зауважив: «Наш розум не стільки закритий, скільки не готовий змінити уявлення про те, як влаштована сучасна наука». Однак у редакції журналу не було причин відхиляти статтю, оскільки на той час у ній не було виявлено методологічних помилок.
Врешті було знайдено компроміс: статтю опублікували в № 333 Nature, але їй передувала замітка Меддокса, в якій той застерігав читачів від винесення передчасних суджень і наводив кілька прикладів порушення відомих законів фізики і хімії, які неминучі, якщо твердження Бенвениста вірні. Меддокс також запропонував відтворити експеримент під контролем групи, що включала в себе самого Меддокса, Джеймса Ренді (засновника Фонду Джеймса Ренді) і Уолтера Стюарта (фізика і позаштатного співробітника Національного інституту здоров'я США).
Група приїхала в лабораторію Бенвеніста і повторила експеримент. У першій серії досліди проводилися саме так, як було описано в статті Бенвеніста. Отримані дані були дуже близькими до опублікованих в статті. Однак Меддокс зауважив, що в процесі дослідження експериментатори знали, в яких колбах знаходяться антитіла, а в яких ні. У другій серії дослідів Меддокс зажадав дотримати умови                «подвійного сліпого» методу дослідження. У приміщенні велося відеоспостереження, написи на пробірках були зашифровані. Хоча всі (включаючи групу Меддокса) були впевнені, що результат повториться, ефект негайно зник.
Звіт був опублікований в найближчому випуску Nature. У заключній частині говорилося: «Немає ніяких підстав для припущення, що anti-IgE у високому розведенні зберігають свою біологічну активність. Гіпотеза про те, що вода володіє пам'яттю про минулі розчини, є такою ж непотрібною, як і надуманою». Спочатку Меддокс припускав, що хтось в лабораторії пожартував над Бенвеністом, однак пізніше він зауважив: «Ми впевнені, що лабораторія сприяла і плекала ілюзії Бенвеніста в інтерпретації даних». Меддокс також зазначив, що роботу двох співробітників вченого оплачувала гомеопатична компанія Boiron.
У тому ж номері журналу було опубліковано відповідь Бенвеніста, де він докоряв групі Меддокса в упередженості. Він також вказав, що гомеопатична компанія, що оплачувала роботу його працівників, оплатила також рахунок за проживання в готелі групи Меддокса.
У відповідь (в телепередачі «Quirks and Quarks») Меддокс відкинув звинувачення і наполягав на тому, що можливість використання результатів співтовариством гомеопатів вимагала негайної повторної перевірки експериментів. Провал у «подвійному сліпому» тестуванні явно вказує на вплив «ефекту експериментатора» на первинний результат. Меддокс також зауважив, що вся процедура перевірки була повністю узгоджена обома сторонами, і лише після невдачі Бенвеніст почав заперечувати її доцільність.
У 1997 році Бенвеніст заснував власну компанію Digibio, в якій зайнявся ще більш екзотичними дослідами (зокрема, стверджував про можливість передачі біологічної інформації по телефону і через Інтернет).

## Підтвердження і спростування
Серед тих, хто підтримав Бенвеніста, був нобелівський лауреат 1973 року фізик Брайан Джозефсон. У 1999 році журнал Time повідомив про те, що Бенвеніст і Джозефсон, з одного боку, і Американське фізичне товариство (APS), з іншого, прийшли до угоди про проведення експерименту наосліп в рамках Фонду Джеймса Ренді (за доказ існування ефекту «пам'яті води» був обіцяний 1 мільйон доларів США). Однак досліди проведені не були.
У 2000 році був проведений незалежний тест на предмет можливості передачі властивостей "структурованої" води на відстані: його профінансувало Міністерство оборони США. Використовуючи ті ж експериментальні пристрої та налаштування, що і команда Бенвеніста, вони не змогли знайти жодного ефекту під час проведення експерименту. Було зафіксовано кілька "позитивних" результатів, але лише тоді, коли певний дослідник Бенвеніста працював на обладнанні.
Бенвеніст зізнався, що сам помітив це. "Він заявив, що певні особи постійно отримують цифрові ефекти, а інші не отримують ефектів або блокують ці ефекти".
У 2002 році міжнародна група вчених на чолі з професором Мадлен Енніс з Королівського університету в Белфасті заявила про те, що їй вдалося довести реальність ефекту, описаного Бенвенистом. Ренді негайно запропонував той же 1 мільйон програмі BBC Horizon, яка взялася провести наочну демонстрацію експерименту. Проте в ході дослідів, проведених під наглядом віце-президента Королівського товариства професора Джона Ендербі, заяви Енніс не підтвердилися.
У 2002 році Луї Рей виконав термолюмінесцентний аналіз розчинів малих концентрацій. Деякі з таких розчинів не містили жодної молекули раніше розчиненої в них речовини. Проте їхній термолюмінесцентний «відбиток» залишався таким же, яким би він був, якби речовина все ще була розчинена у воді.
Припущення про існування «пам'яті води» породило безліч спекуляцій. У 1999 році в Японії вийшла книга Масару Емото «Послання води» («Messages from Water»), в якій стверджувалося, що вода цілком визначено змінює свою структуру під впливом тих чи інших людських емоцій. В якості доказів автор навів фотографії кристалів льоду, які виглядають «красиво» (якщо на воду заздалегідь впливали позитивними подразниками — приємною музикою, думками, емоціями) або «потворно» (якщо подразник був негативний). Масару організував торгівлю так званою «структурованою водою». Доктор Дін Рэдин (Institite of Noetic Sciences, Каліфорнія) зголосився повторити досліди Емото: він сфотографував кристалики льоду (з води, на яку до цього молилися 2000 японців), помістив їх поруч з фотографіями звичайних кристалів і запропонував незалежному журі зі 100 чоловік наосліп оцінити «естетичний стан» кристалів. За його твердженням, естетична оцінка «освячених» кристалів була набагато вищою, ніж оцінка кристалів льоду зі звичайної води. Обидва «дослідники» не наводять відомостей про те, яким чином відбиралися кристали льоду для показу журі.